# Sam Hutchinson
Samuel Edward „Sam“ Hutchinson (* 3. August 1989 in Slough) ist ein englischer Fußballspieler. Er steht seit 2022 beim FC Reading unter Vertrag.

## Spielerkarriere

### FC Chelsea
Der aus der eigenen Jugendakademie stammende Sam Hutchinson debütierte am 13. Mai 2007 für den FC Chelsea beim 1:1 gegen den FC Everton. Sein zweites Ligaspiel für die Mannschaft aus dem Londoner Stadtteil Fulham bestritt der Verteidiger erst am 23. September 2009 beim 2:0-Auswärtssieg über den FC Fulham. Nach andauernden Knieproblemen beendete Hutchinson im August 2010 vorerst seine Spielerkarriere.
Am 1. Dezember 2011 unterzeichnete er einen neuen Vertrag beim FC Chelsea und wurde von Trainer Roberto Di Matteo am 29. April 2012 beim 6:1-Heimsieg über die Queens Park Rangers in der Premier League 2011/12 eingewechselt. Am letzten Spieltag der Saison wurde er beim 2:1 über die Blackburn Rovers erstmals von Beginn an eingesetzt.

### Nottingham Forest
Am 16. August 2012 wechselte Hutchinson für die Saison 2012/13 auf Leihbasis zum englischen Zweitligisten Nottingham Forest.

### Vitesse Arnheim
Am 2. September 2013 wurde Hutchinson am letzten Tag der Transferperiode in die niederländische Eredivisie an Vitesse Arnheim verliehen. Zum Jahreswechsel 2013/14 wurde die Leihe vorzeitig beendet.

### Sheffield Wednesday
In der Sommerpause 2014 wechselte Hutchinson zum englischen Zweitligisten Sheffield Wednesday. Er unterschrieb einen Zweijahresvertrag. Für den Verein spielte er in den kommenden sechs Jahren in der EFL Championship und absolvierte 133 Ligapartien. Nachdem sein Vertrag in Sheffield ausgelaufen war, wechselte er im September 2020 ablösefrei zu Paphos FC nach Zypern. Bereits am 25. Januar 2021 kehrte er wieder zu Sheffield Wednesday zurück und bestritt 22 Ligaspiele in der EFL Championship 2020/21 für seinen Verein, der am Saisonende in die dritte Liga abstieg. Hutchinson blieb dem Verein auch nach dem Abstieg erhalten und verfehlte mit Sheffield in den Play-offs der EFL League One 2021/22 den direkten Wiederaufstieg.

### FC Reading
Im Juli 2022 unterschrieb der 32-Jährige einen Zweijahresvertrag beim Zweitligisten FC Reading.